# Holly Earl
Holly Earl (née le 31 août 1992) est une actrice britannique.
Elle est notamment connue pour avoir joué des rôles récurrents dans les séries Casualty, Cuckoo, Humans et Beowulf : Retour dans les Shieldlands.

## Biographie

### Carrière
Holly Earl fait ses débuts à la télévision à l'âge de quatre ans, jouant la fille de Robson Green dans La Part du diable. Elle apparaît ensuite dans le téléfilm spécial Noël de la BBC The Greatest Store in the World (en)(1999). Elle décroche ensuite le rôle de May Bailey dans Possession (2002), son premier rôle dans un film. Elle a aussi joué dans les séries Doctor Who, Skins et Cuckoo. En 2012, elle commence sa carrière théâtrale en jouant Bertha dans The Father au Belgrade Theatre (en), rôle pour lequel elle est nommée pour un Ian Charleson Award. En 2019, sur PS4, elle incarne Erica dans le jeu vidéo interactif du même nom.

### Vie personnelle
Earl est allée au Drayton Manor High School (en). Sa grande sœur Elizabeth est également actrice.

## Filmographie
| Année        | Titre                                 | Rôle             | Notes                                                          | Réfs. |
| ------------ | ------------------------------------- | ---------------- | -------------------------------------------------------------- | ----- |
| 1997–1998    | La Part du diable                     | Louise Creegan   | Saison 1, épisodes 1, 2, 4 et 5                                |       |
| 1999         | Red Dwarf                             | Young Kochanski  | Saison 8, épisode 6 Pete - 1re partie                          |       |
| 1999         | Inspecteur Wexford                    | Lindsey          | Épisode The Lake of Darkness                                   |       |
| 1999         | The Greatest Store in the World       | Angeline         | Téléfilm                                                       |       |
| 2000         | My Hero                               |                  | Épisode My Hero Christmas                                      |       |
| 2002         | Possession                            | May Bailey       |                                                                |       |
| 2004         | Secret Passage                        | Clara jeune      |                                                                |       |
| 2006         | Vie sauvage                           | Georgia Chapman  | Saison 1, épisode 5                                            |       |
| 2010         | Into the Night                        | Grace            |                                                                |       |
| 2010–2011    | Casualty                              | Nita             | 14 épisodes                                                    | [ 5 ] |
| 2011         | Doctors                               | Summer Carroll   | Épisode Suffocating Love                                       |       |
| 2011         | Doctor Who                            | Lily Arwell      | Épisode Le Docteur, la Veuve et la Forêt de Noël               | ,     |
| 2012         | Skins                                 | Poppy Champion   | Saison 6, épisode 7 : Agir en adulte                           |       |
| 2013         | Father Brown                          | Ruth Bennett     | Épisode The Devil's Dust                                       |       |
| 2013         | Dracula: The Dark Prince              | Esme             |                                                                |       |
| 2014         | Benidorm (en)                         | Elena            | Saison 6, épisodes 6 et 7                                      |       |
| 2014         | Londres, Police judiciaire            | Lisa Gardner     | Safe From Farm                                                 |       |
| 2014         | The Musketeers                        | Céline           | Saison 1, épisode 10 : La Fin Justifie Les Moyens              |       |
| 2014         | The Red Tent                          | Rachel jeune     | Épisode Part 1                                                 |       |
| 2012-présent | Cuckoo                                | Zoe              | Saison 1, épisodes 2, 3 et 6 ; saison 2, épisodes 2, 5, 6 et 7 |       |
| 2015         | Queen of the Desert                   | Cousin Florence  |                                                                |       |
| 2015         | Ordinary Lies                         | Ruby Hill        | Saison 1, épisode 4                                            | ,     |
| 2016         | Beowulf : Retour dans les Shieldlands | Kela             | Saison 1, épisodes 5 à 12                                      |       |
| 2016         | Our Ex-Wife                           | Ava              |                                                                |       |
| 2016         | Le Songe d'une nuit d'été             | Hermia           |                                                                |       |
| 2017         | La Passion Van Gogh (Loving Vincent)  | La Mousmé (voix) |                                                                |       |
| 2018         | Humans                                | Agnes            | 6 épisodes                                                     |       |
| 2019         | Erica                                 | Erica            | Film interactif sur PlayStation 4                              |       |
| 2022         | Shark Bait                            | Nat              | Film                                                           |       |